# Grewia thouvenotii
Grewia thouvenotii är en malvaväxtart som beskrevs av Paul Auguste Danguy. Grewia thouvenotii ingår i släktet Grewia och familjen malvaväxter. Inga underarter finns listade i Catalogue of Life.